# Albox
Albox é um município da Espanha na província de Almería, comunidade autónoma da Andaluzia, de área 168,42 km² com população de 11 178 habitantes (2009) e densidade populacional de 66,37 hab/km².

## Demografia
| Variação demográfica do município entre 1996 e 2008 | Variação demográfica do município entre 1996 e 2008 | Variação demográfica do município entre 1996 e 2008 | Variação demográfica do município entre 1996 e 2008 |
| --------------------------------------------------- | --------------------------------------------------- | --------------------------------------------------- | --------------------------------------------------- |
| 1996                                                | 2001                                                | 2004                                                | 2008                                                |
| 9 456                                               | 9 661                                               | 10 680                                              | 11 427                                              |